# مری واگنر
 مری واگنر (انگلیسی: Marie Wagner؛ زاده ۲ فوریهٔ ۱۸۸۳ درگذشته ۱ آوریل ۱۹۷۵ یا ۲۸ مارس ۱۹۷۵) یک تنیس‌باز اهل ایالات متحده آمریکا بود. 